# Samuel Żaliński
Samuel Żaliński herbu Poraj odmienny (zm. w 1629 roku) – wojewoda malborski w latach 1625–1629, wojewoda pomorski w latach 1613–1625, podskarbi ziem pruskich w latach 1626–1629, kasztelan elbląski w 1611 roku, starosta skarszewski, jasiniecki, tucholski, lipieński, ekonom malborski.
W 1628 roku wyznaczony komisarzem z Senatu do zapłaty wojsku.
Jako senator był obecny na sejmach: 1623, 1624, 1628 roku.